# Галле-Виттенбергский университет
Галле-Виттенбергский университет имени Мартина Лютера (нем. Martin-Luther-Universität Halle-Wittenberg (MLU)) — университет в Германии, возникший в 1817 году в результате слияния двух университетов. Старейший из них был основан в Виттенберге в 1502 году, другой — в 1694 году в городе Галле (Заале).
Современное название университет получил 10 ноября 1933 года.

## Галле-Виттенбергский университет

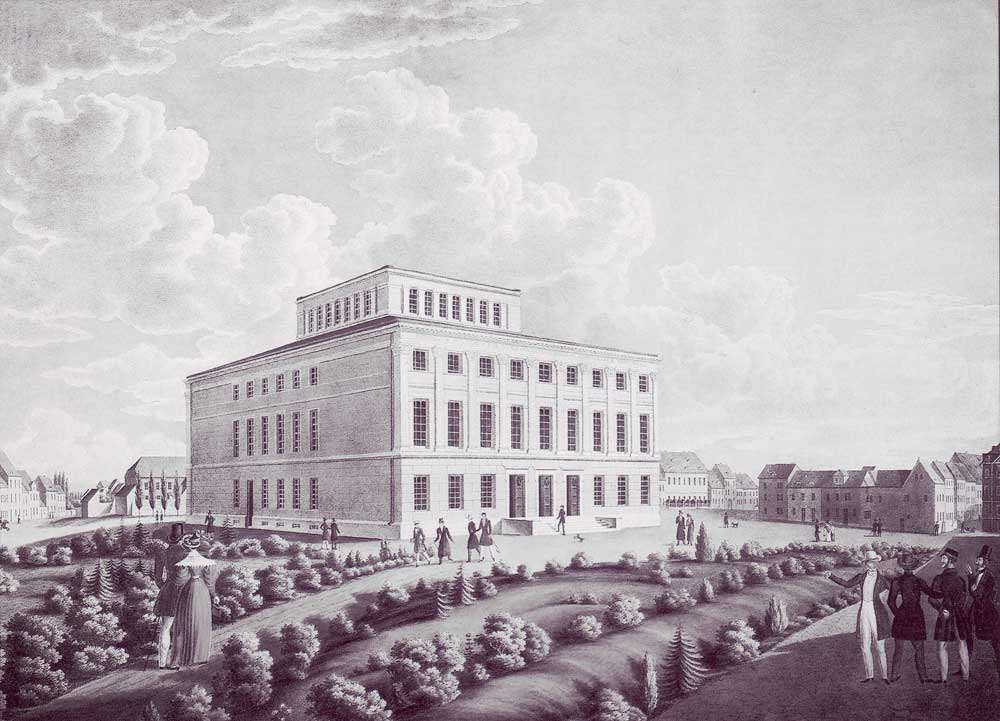
Галле-Виттенбергский университет в 1836 году

После празднования в 1994 году 300-летнего юбилея со дня основания университета в Галле, в 2002 году прошло празднование 500-летнего юбилея со дня основания университета в Виттенберге.
За свою многолетнюю историю университет тесно переплёлся с городом Галле. Он сильно разросся и постепенно, но уверенно вышел за границы старого города, а частично и намного дальше. Многие кафедры находятся в старинных виллах или исторических зданиях. Вместе с тем многие университетские здания строятся или реконструируются.

## История

### Виттенбергский университет
После Лейпцигского раздела земель на территории эрнестинского курфюршества Саксония 18 октября 1502 года по желанию курфюрста Фридриха III Саксонского по прозвищу Мудрый был основан первый университет «Лейкореа» в Виттенберге. Университет был предназначен для подготовки юристов, теологов и врачей для саксонского эрнестинского правительства. Через 5 лет после основания университета курфюрст Фридрих объединил университет с монастырём Всех Святых. Первым ректором университета стал Мартин Поллих, деканом-основателем теологического факультета стал Иоганн фон Штаупиц.
В первые годы в университете преподавали такие педагоги, как Андреас Боденштайн из Карлштадта. В 1508 году Штаупиц содействовал приглашению в университет монаха-августинца Мартина Лютера. Позднее были приглашены также Николаус фон Амсдорф и преподаватель греческого языка Филипп Меланхтон.
По своей форме и содержанию Виттенбергский университет был ориентирован на уже существующие университеты в Германии. Передача права Фридриха Мудрого присвоила университету в XVI веке особый статус с собственной юрисдикцией. В это время он становится одним из важнейших теологических центров Европы.
В 1813 году Наполеон Бонапарт распорядился закрыть университет. После Венского конгресса в 1815 году саксонские территории отошли к Виттенбергу в Пруссии. В результате этого Университет был перенесён из Виттенберга в Галле, где 12 апреля 1817 года был создан объединённый Галле-Виттенбергский университет имени Фридриха. Вместо университета Виттенберг получил семинарию евангелистов, которая и сегодня располагается в помещениях Августеума. Фридерицаниум был перестроен под казарму, позднее в нём располагались жилые помещения.
Таким образом, Виттенберг потерял своё важнейшее учебное заведение и с тех пор развивался как военный и промышленный город. Инициативы по основанию нового университета долгое время оставались безуспешными. Только после объединения Германии в 1990 году в кооперации с университетом имени Мартина Лютера Галле-Виттенберг 26 апреля 1994 года в Виттенберге было открыто учреждение публичного права «Лейкорея».

### Университет Галле
По пожеланию Фридриха III (курфюрста Бранденбургского и позже — короля Фридриха I Прусского) на юге Магдебургского епископата следовало создать новый университет. Находившаяся в Галле рыцарская академия более не отвечала потребностям растущего города. После долгих проволочек при дворах в Вене и Дрездене, император Леопольд I в 1694 году дал разрешение на открытие alma mater hallensis. Наиболее существенную роль в создании университета сыграли правовед и философ Христиан Томазиус (он стал первым ректором университета) и философ Христиан Вольф. Сочинения Томазиуса по практической этике сделали университет Галле одной из колыбелей немецкого Просвещения. В последующие годы, однако, начались конфликты с основанными в 1698 году Социальными заведениями Франке, которые были центром немецкого пиетизма. Вследствие этих конфликтов Вольф под страхом смертной казни вынужден был покинуть владения короля Пруссии. Впрочем, Вольф, который, наряду с Лейбницем, был одним из ведущих философов Германии, легко нашёл себе место в Марбургском университете. После того, как конфликт Вольфа с пиетистами утих, Фридрих II вернул Вольфа в университет Галле (1743).
В 1717 году Й. Юнкер открыл на базе заведений Франке первую в Германии университетскую клинику. Университет в Галле известен и тем, что он первым в Германии присудил учёную степень женщине. Ею стала в 1754 году Доротея Христиана Эркслебен.

### Университет Галле-Виттенберг

#### После 1817 года

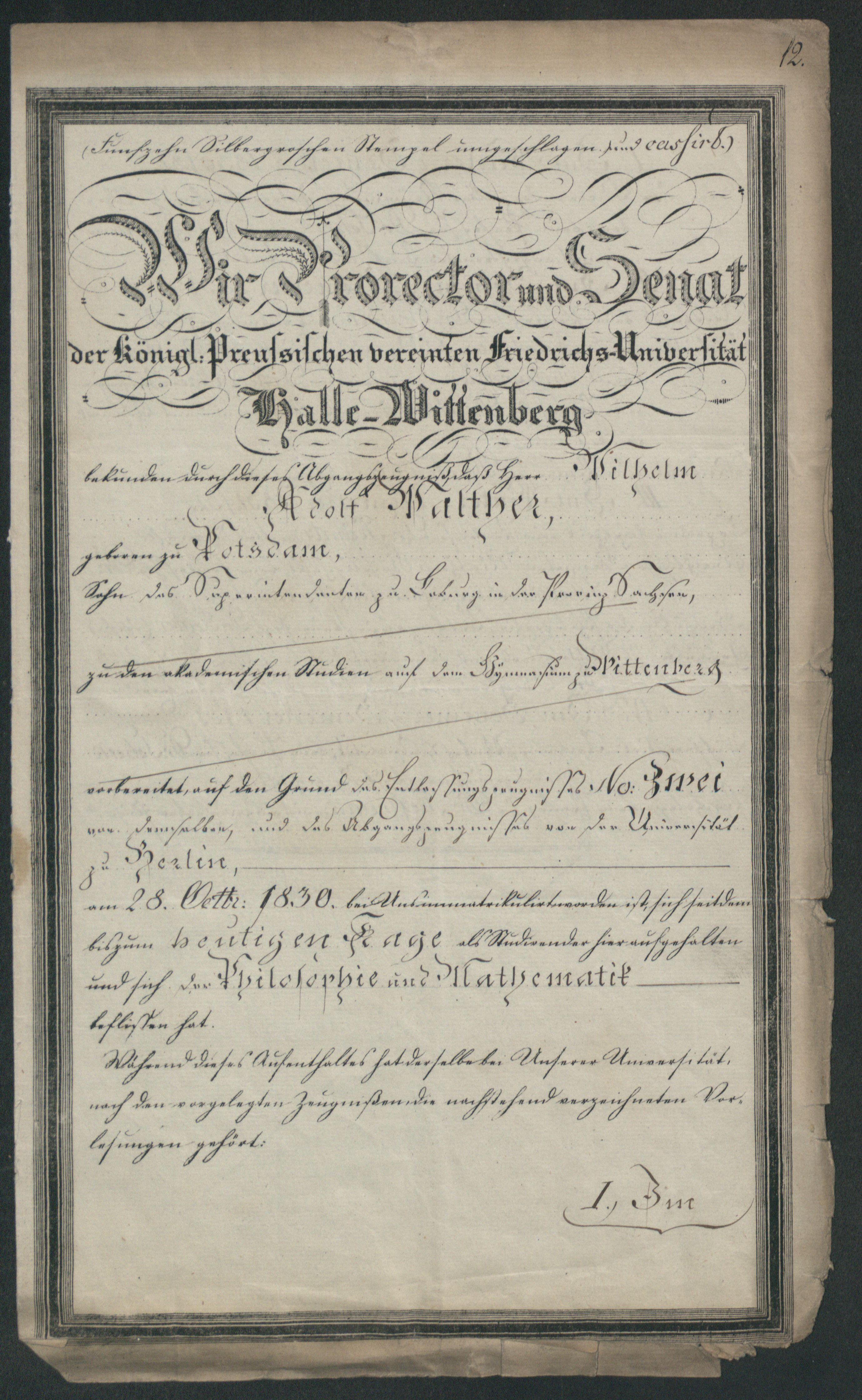
Диплом 1833 г. — источник: Государственный Архив в Познани

После объединения в 1817 году начались преобразования в области естественных наук и медицины. До основания Второго Рейха университет постоянно находился в состоянии чистки рядов. После 1817 года профессора, которые были лояльны к режиму Наполеона, были понижены в должности или уволены. В 1830-х годах разразился огромный скандал на факультете теологии, который привёл к выделению и увольнению старолютеранцев и рационалистов. Одновременно с этим и студенческая жизнь находилась под строжайшим контролем, исключающим любые политические движения. После потерпевшего неудачу демократического движения в 1848 году снова были уволены или отправлены в ссылку некоторые члены преподавательского состава. Начиная с 1860-х годов университет всё же являлся одним из самых значимых на территории немецко-говорящих стран, во многом благодаря смене поколений в профессорском составе.
Благодаря войне 1870—1871 годов университет получил новые клиники и существующую до наших дней университетскую библиотеку, являющуюся одновременно библиотекой земли Саксония-Анхальт. Однако по притоку студентов Галле всё-таки отставал от Берлина, Лейпцига и Мюнхена. С этого времени наблюдается типичный для Галле феномен «проходного» университета. Из-за ограниченных финансовых возможностей сюда приглашались обычно молодые, талантливые учёные, которые затем уезжали в Берлин и Лейпциг, а после 1945 года в Западную Германию — в Бонн, Майнц, Гёттинген или Мюнхен.

#### После 1918 года
Во времена Веймарской республики университет считался реакционным и бесперспективным. Инвестиции не поступали, приглашались преподавать ученые второго состава. Во времена национал-социализма за Галле закрепилась слава «академической Воркуты», не в последнюю очередь благодаря тому, что опальные ученые ссылались в Галле. Одновременно университет подвергся новым чисткам. Причиной увольнения более дюжины профессоров и доцентов послужили их еврейское происхождение, еврейские жёны, агитация за социал-демократию или гомосексуализм. Во время Второй мировой войны некоторые профессора работали на немецкую военную экономику, прежде всего в качестве внешних консультантов промышленных предприятий или в области военных разработок. Преимущественно это были химики, физики, геологи и специалисты по сельскому хозяйству. Трое врачей-профессоров приняли участие в массовых убийствах и экспериментах над людьми. Многочисленные профессора и доценты стали членами национал-социалистической партии и были лояльны режиму. В 1944—1945 годах несколько профессоров организовали группы сопротивления, благодаря которым город Галле практически мирным путём был передан американским войскам.

#### После 1945 года
Во время нахождения университета в американской зоне в университете начались демократические преобразования. После перехода Галле в состав ГДР в университете вновь прошли чистки. Некоторые преподаватели спаслись бегством в ФРГ. 17 июня 1953 года студенты университета приняли участие в народном восстании. В 1958 году разгорелся публичный скандал между членами социалистической партии и консервативно настроенными профессорами. В период до 1961 года по политическим причинам в ФРГ бежали около 30 доцентов и профессоров. Тем не менее, благодаря значительным инвестициям в естествознание и медицинские клиники университета, а также в его инфраструктуру, университет Галле смог снова стать значимым научным заведением наряду с Лейпцигом и Берлином.

## Двойная печать
С 1817 года при объединении университетов Галле и Виттенберга в Объединённый Галле-Виттенбергский университет имени Фридриха появилась и двойная печать университета. Левая печать символизирует университет Галле, а правая печать — университет Виттенберга.

## Львы на Университетской площади
Перед центральным входом в главное здание университета имени Мартина Лютера лежат два чугунных льва, символически охраняющих университет. Созданные в 1816 году скульптором Иоганном Готфридом Шадовом (1764—1850) скульптуры находились там не всегда. Изначально львы украшали фонтан на Рыночной площади Галле, куда они были торжественно установлены 23 июля 1823 года. Там их видел и Генрих Гейне (1797—1856) и упомянул их в ироничном стихотворении, касающемся двукратного закрытия университета Наполеоном.
Когда несколькими годами позднее в городе проводили современное водоснабжение, бургомистр Франц фон Фосс предложил перенести львов к университету, согласно «указаниям» Гейне. С тех пор здание с лёгкой руки студентов повсеместно называют «Зданием львов».
Львы завоевали своё место и в общественной жизни университета. На всех многочисленных публикациях университета в качестве своеобразного символа изображается львиная голова. Лев живёт также и на домашней интернет-странице университета и сопровождает посетителей по всему сайту.
После объединения Германии львы были отданы на реставрацию. Один из львов был разломлен на две части (предположительно с 1868 года). Несколько месяцев львы находились на реставрации в Ганновере и вернулись на своё место в октябре 1992 года, к 490-й годовщине со дня основания Виттенбергского университета. С тех пор в животе одного из львов находится капсула, в которой лежат хроника реставрации, различные газеты, расписание лекций университета и программа мероприятий за 1992 год.
В студенческой среде есть примета, что нельзя садиться на львов, иначе провалишься на экзамене.

## Факультеты
- Факультет теологии
- Факультет экономики и права
  - юридическое отделение
  - экономическое отделение
- Факультет медицины и университетская клиника
- Факультет философии
  - общественные науки
  - исторические гуманитарные науки
- Факультет философии II
  - филология
  - теория коммуникации
  - музыковедение
- Факультет философии III
  - педагогика
- Факультет естествознания I
  - кафедра биохимии и биотехнологии
  - кафедра биологии
  - кафедра фармацевтики
- Факультет естествознания II
  - кафедра физики
  - кафедра химии
- Факультет естествознания III
  - кафедра агрономии и диетологии
  - кафедра наук о Земле и Геологический сад
  - кафедра математики
  - кафедра информатики
- Центр технических наук

## Присоединённые к университету учреждения
- музей археологии «Робертиниум»
- ботанический сад Галле с исторической обсерваторией Галле
- студенческое общежитие (частично используется организацией взаимопомощи студентов)
- «Лейкорея» — учреждение публичного права
- «ХАЛЕСМА А. Н. Д.» — европейская школа журналистов мультимедийных средств информации в Галле
- институт исследований и управления предприятиями в Галле
- институт научно-исследовательской работы вузов в Виттенберге
- собрание Мекеля — историческая анатомическая коллекция
- университетская библиотека и библиотека земли Саксония-Анхальт
- Национальная академия наук «Леопольдина»

## Общества
Средне-немецкое общество юриспруденции при университете имени Мартина Лютера Галле-Виттенберг